# コザ信用金庫

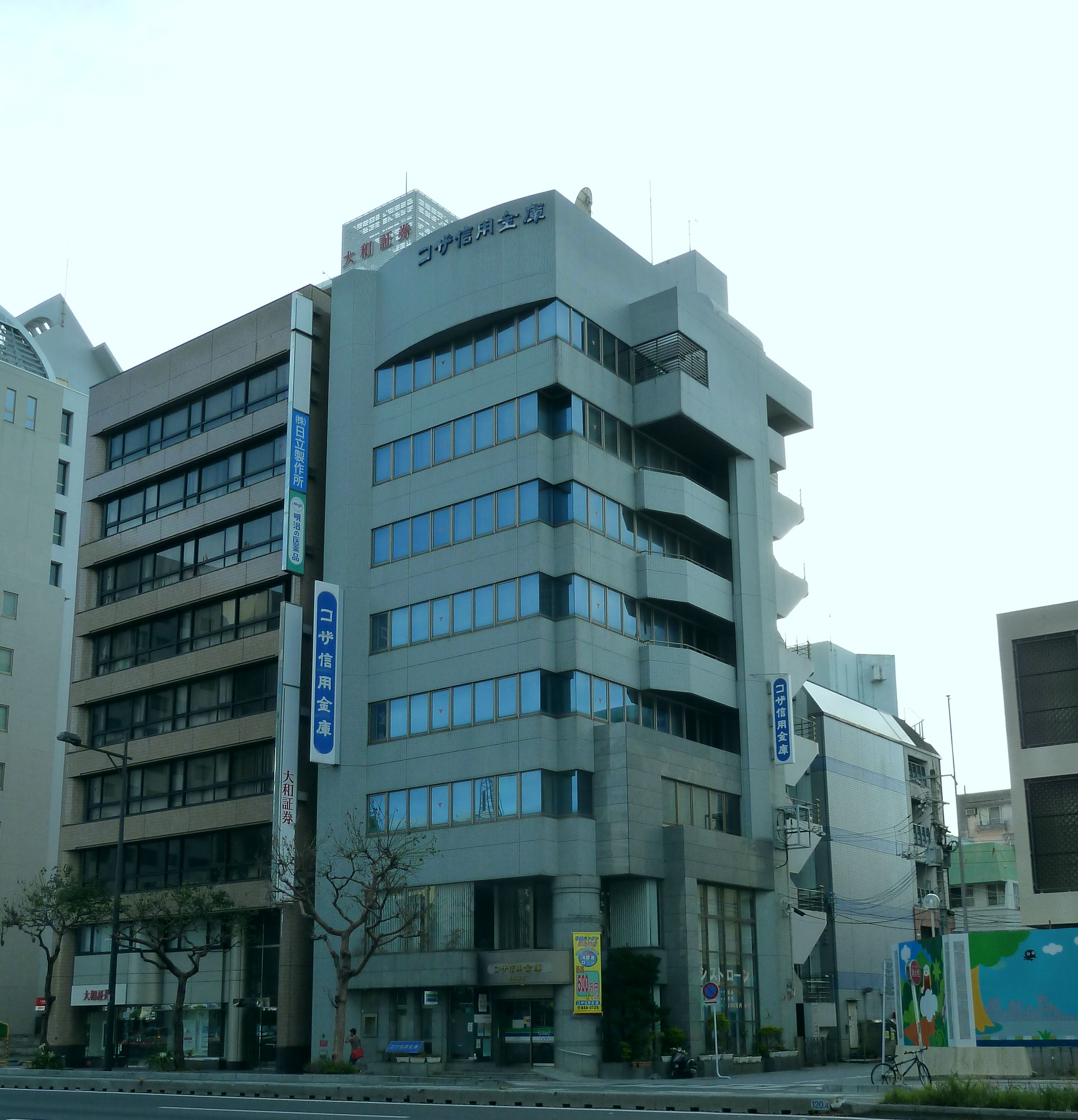
コザ信用金庫那覇支店（旧沖縄信用金庫・本店）

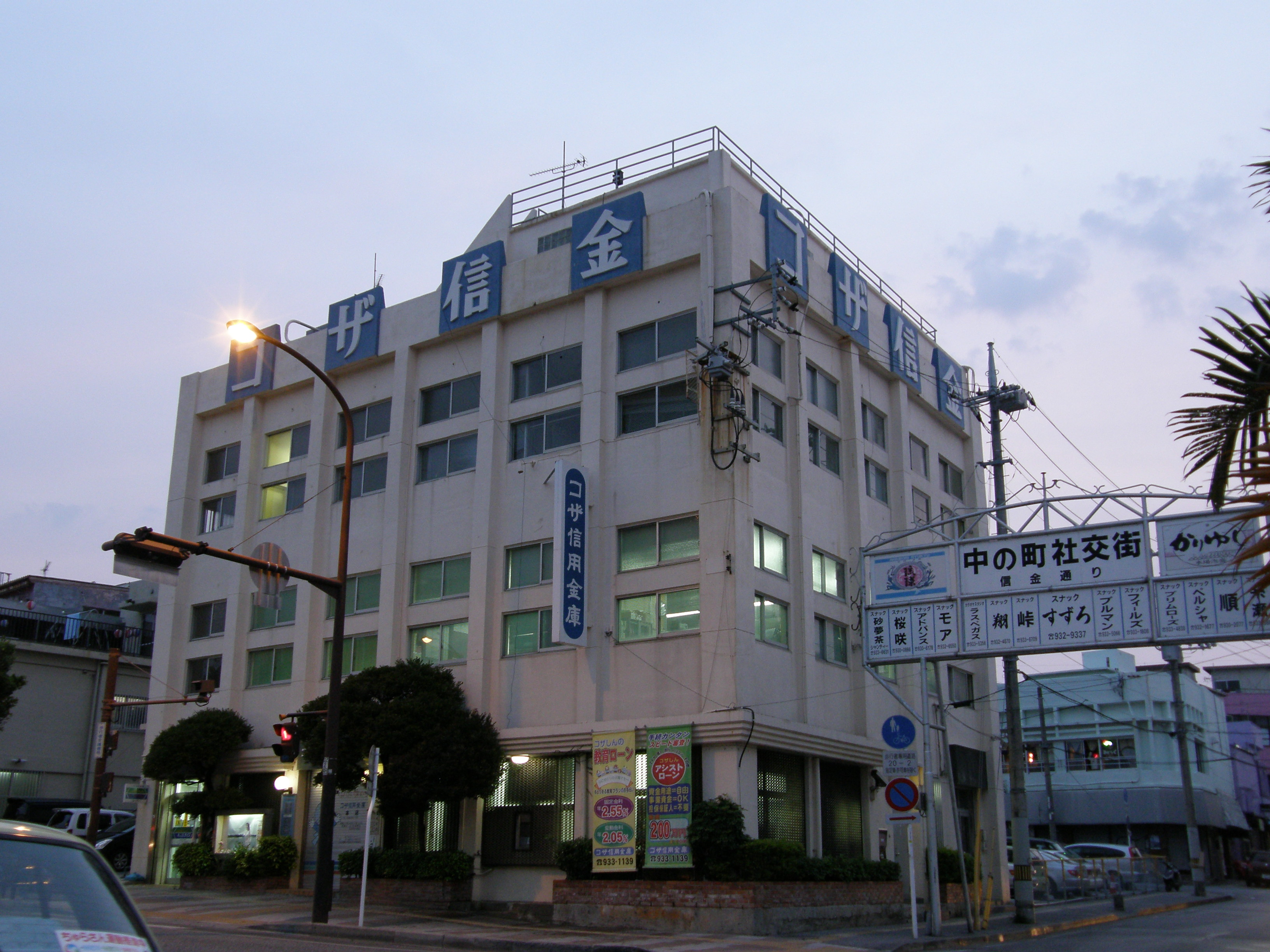
コザ信用金庫旧本店ビル（2014年解体）

コザ信用金庫（コザしんようきんこ）は沖縄県沖縄市に本店を置く沖縄県内唯一の信用金庫である。また東京都外の信用金庫として唯一東京都信用金庫協会の正会員でもある。

## 沿革

### コザ信用金庫
- 1954年（昭和29年）8月 - 胡差商工信用協同組合として設立（同年9月、営業開始）。
- 1957年（昭和32年）4月 - コザ商工信用協同組合に組織変更。
- 1960年（昭和35年） - コザ市字上地に本店ビルを建設。
- 1971年（昭和46年）7月 - コザ信用金庫へ改組。
- 2002年（平成14年）3月 - 経営危機に陥った沖縄信用金庫を救済合併、これにより浦添市以南の店舗網を取得。
- 2006年（平成18年）12月 - 内部管理体制に重大な問題があるため、沖縄総合事務局から業務改善命令を受ける。
- 2015年（平成27年）4月 - 旧本店ビルを建て替え、新本店ビルが竣工。
- 2024年（令和6年）4月8日 - この日から磁気の影響を受けにくい新しい通帳（Hi-Co通帳）を取扱開始した(Hi-Co通帳に対応していない信用金庫ATMではHi-Co通帳は使えない。また、当金庫では当面の間、店外ＡＴＭでのHi-Co通帳記帳不可。)[4]。

### 沖縄信用金庫
- 1953年（昭和28年）12月 - 那覇市商工信用協同組合として設立。
- 1966年（昭和41年）9月 - 那覇商工信用協同組合に組織変更。
- 1971年（昭和46年）7月 - 沖縄信用金庫へ改組。
- 2001年（平成13年）10月 - 経営破綻[5]。
- 2002年（平成14年）3月 - コザ信用金庫へ吸収合併。

## 店舗

### 現在営業中の店舗
- 本店（沖縄市上地2丁目10番1号）
- 胡屋支店（沖縄市中央1丁目18番3号）
- 十字路支店（沖縄市照屋1丁目1番2号）
- 赤道支店（沖縄市知花6丁目8番2号）
- 安慶田支店（沖縄市室川2丁目33番65号）
- 高原支店（沖縄市大里2丁目24番1号）
- 具志川支店（うるま市字平良川97番地3）
- 北谷支店（北谷町字浜川8番地24）
- 桃原支店（北谷町字吉原489番地）
- 嘉手納支店（嘉手納町嘉手納町字嘉手納463番地13新町2号館108）
- 普天間支店（宜野湾市普天間2丁目32番9号）
- 宜野湾支店（宜野湾市我如古1丁目54番25号）
- 名護支店（名護市城1丁目14-15）
- 浦添支店（浦添市屋富祖1丁目5番9号）
- 伊祖支店（浦添市伊祖3丁目4番12号-101号、旧沖縄信金店舗）
- 那覇支店（那覇市松山1丁目1番12号、旧沖縄信金・本店営業部）
- 開南支店（那覇市桶川1丁目5番36号、旧沖縄信金店舗）
- 安里支店（那覇市安里1丁目8番9号、旧沖縄信金店舗）
- 小禄支店（那覇市高良1丁目1番1号、旧沖縄信金店舗）

### かつて存在した旧沖縄信金店舗
- 牧志支店（那覇市牧志2-2-20）
- 首里支店（那覇市首里当蔵町2-13）
- 若狭支店（那覇市若狭2-3-17）
- 松川支店（那覇市松川2-8-11）
- 浦添支店（浦添市屋富祖3-4-3）

## その他
2013年（平成25年）に沖縄市野球場の命名権を取得し、2014年（平成26年）2月から愛称がコザしんきんスタジアムとなった。